# Isabelle Fuhrman
Isabelle Fuhrman (Washington, 25 febbraio 1997) è un'attrice statunitense.
È divenuta nota a livello mondiale come attrice bambina interpretando la psicopatica Esther nell’horror Orphan (2009), riprendendo poi il ruolo anche nel prequel Orphan: First Kill (2022).

## Biografia
Isabelle Fuhrman è nata a Washington, D. C. il 25 febbraio del 1997 da una famiglia ebraica, ma è cresciuta ad Atlanta (in Georgia). Suo padre, Nick Fuhrman, è un consulente finanziario statunitense originario di Madison (nel Wisconsin), oltreché candidato repubblicano per il Congresso, mentre sua madre, Elina Fuhrman (nata Elina Kozmits), è una giornalista russa originaria di Mosca, emigrata dall'allora Unione Sovietica nel 1989. Isabelle ha una sorella maggiore, Madeline, che ha fatto carriera seguendo la sua passione per il canto, mentre lei amava recitare fin da piccola.
Ha ottenuto fama a livello mondiale interpretando Esther nel film del 2009 Orphan, accanto a Vera Farmiga e Peter Sarsgaard. Inoltre ha partecipato al controverso film Hounddog e ha interpretato il ruolo di Gretchen Dennis nella serie TV Ghost Whisperer - Presenze. Interpreta anche la sadica e abile Clove in Hunger Games, nel quale inizialmente avrebbe dovuto interpretare il ruolo di Katniss, la protagonista della trilogia best seller di Suzanne Collins, assegnato poi a Jennifer Lawrence. Isabelle è anche apparsa in alcuni sketch al Tonight Show con Jay Leno e ha dato la sua voce a molti cartoni di Cartoon Network.
Successivamente, Fuhrman è apparsa in altri film horror come Cell e Dark Hall, tuttavia è apparsa anche in film di altro genere come la commedia Dear Eleanor e in 8 episodi della serie TV Master of Sex. Nel 2020 è stato annunciato il suo ritorno nei panni di Esther nel film Orphan: First Kill, prequel di Orphan.

## Filmografia

### Attrice

#### Cinema
- Hounddog, regia di Deborah Kampmeier (2007)
- Orphan, regia di Jaume Collet-Serra (2009)
- Salvation Boulevard, regia di George Ratliff (2011)
- Hunger Games, regia di Gary Ross (2012)
- After Earth, regia di M. Night Shyamalan (2013) – non accreditata
- All the Wilderness, regia di Michael Johnson (2015)
- Cell, regia di Tod Williams (2016)
- Dear Eleanor, regia di Kevin Connolly (2016)
- One Night, regia di Minhal Baig (2016)
- Dark Hall (Down a Dark Hall), regia di Rodrigo Cortés (2018)
- La riscossa delle nerd (Good Girls Get High), regia di Laura Terruso (2018)
- Escape Room 2 - Gioco mortale (Escape Room: Tournament of Champions), regia di Adam Robitel (2021)
- Orphan: First Kill, regia di William Brent Bell (2022)
- The Novice, regia di Lauren Hadaway (2022)
- Sheroes, regia di Jordan Gertner (2023)
- Horizon: An American Saga - Capitolo 1 (Horizon: An American Saga - Chapter 1), regia di Kevin Costner (2024)

#### Televisione
- Justice - Nel nome della legge (Justice) – serie TV, episodio 1x01 (2006)
- Ghost Whisperer - Presenze (Ghost Whisperer) – serie TV, episodio 4x09 (2008)
- The Whole of Truth – serie TV, episodio 1x10 (2010)
- Masters of Sex – serie TV, 8 episodi (2015)

### Doppiatrice
- Campi insanguinati (Children of the Corn), regia di Donald P. Borchers – film TV (2009)
- Around the World in 50 Years 3D (2009)
- The Cleveland Show – serie animata, 1 episodio (2009)
- Le avventure di Sammy, regia di Ben Stassen (2010)
- La collina dei papaveri, regia di Goro Miyazaki (2011)
- Hitman: Absolution – videogioco (2012)
- Adventure Time – serie animata, 1 episodio (2013)

## Doppiatrici italiane
Nelle versioni in italiano delle opere in cui ha recitato, Isabelle Fuhrman è stata doppiata da:
- Letizia Ciampa in Orphan, Cell
- Giulia Tarquini in Hunger Games, Dear Eleanor
- Lucrezia Marricchi in Dark Hall, Sheroes
- Veronica Cuscusa in Orphan: First Kill
- Beatrice Manfredi in Horizon: An American Saga - Capitolo 1

Da doppiatrice è sostituita da:
- Sara Labidi in Le avventure di Sammy